# 洛厄爾 (密蘇里州)
洛厄爾（英語：Lowell）是位於美國密蘇里州林縣的非建制地區。

## 歷史
洛厄爾的郵局於1896年設立，其後於1901年停運。

## 地理
洛厄爾所處的海拔為高於海平面230米（即755英呎），而該地所採用的時區為UTC-6，即北美中部時區（CST）。同時該地設有夏令時間，為UTC-6調快一小時，即UTC-5（CDT）。